# Paul Nihill
Paul Nihill (Colchester, 5 de septiembre de 1939 - Gillingham, 15 de diciembre de 2020) fue un atleta británico especializado en pruebas de marcha atlética.

## Carrera deportiva
Compitió en los Juegos Olímpicos de Tokio en 1964 donde logró la medalla de plata en la prueba de los 50 km marcha.